# Musculus rectus femoris
Der Musculus rectus femoris („gerader Muskel des Oberschenkels“) ist einer der vorderen Muskeln des Oberschenkels. Er ist ein Kopf des vierköpfigen Oberschenkelmuskels (Musculus quadriceps femoris). In die Ansatzsehne dieses Muskels ist die Kniescheibe (Patella) als Sesambein (Os sesamoideum) eingelagert. Über das Ligamentum patellae ist die Sehne schließlich an der rauen Fläche auf der Vorderseite des Schienbeins (Tuberositas tibiae) befestigt und bildet den Ansatz des Muskels.
Der Musculus rectus femoris entspringt proximal mit dem vorderen Kopf (Caput rectum) an der ventralen Seite des vorderen unteren Darmbeinstachels (Spina iliaca anterior inferior). Zusätzlich findet sich Caput reflexum, welches unregelmäßig nachweisbar ist und am oberen Rand (Margo superior) der Gelenkpfanne des Hüftgelenks (Acetabulums) entspringt.

## Funktion
Der gerade Muskel des Oberschenkels streckt zusammen mit den anderen Köpfen des vierköpfigen Oberschenkelmuskels, deren Sehnen in die gemeinsame Sehne einstrahlen, das Kniegelenk (Articulatio genus). Dysbalancen dieser Muskeln, etwa durch Lähmungen, üben Querkräfte auf die Kniescheibe aus, die zu einer habituellen Luxation der Kniescheibe führen können.
Außerdem beugt der gerade Muskel des Oberschenkels das Hüftgelenk und wirkt bei der Hebung des gestreckten Beines mit. Dabei entwickelt er jedoch nicht so viel Kraft wie im Zustand des gebeugten Knies. In dem Falle ist der Muskel stärker vorgespannt und wirkt im effizientesten Abschnitt seines Hubes.

## Musculus rectus femoris als Lebensmittel
Der M. rectus femoris ist einer der wenigen Muskeln, die ein anatomisch exaktes Fleischteil beim Hausschwein darstellen, die Nuss. Sie wird entweder als Braten oder geräuchert als Nussschinken verwendet.